# سلطانشاه
جلال الدین محمود سلطان شاه بن ایل ارسلان  پسر دوم ایل ارسلان بود و پس از مرگ پدر به سلطنت رسید ولی برادر بزرگ تر او علاءالدین تکش با قبول خراجی سالیانه از قراختائیان کمک گرفت و سپس به کمک آن‌ها، سلطانشاه و مادرش ترکان خاتون را از خوارزم بیرون کرد و خود نیز کشور را در دست گرفت. سلطانشاه و ترکان خاتون نیز به پیش مویدآی ابه به خراسان فرار کردند. ترکان خاتون به وسیله طلاها و جواهراتی که از خوارزم آورده بود مویدآی ابه را وادار حمله به طرف خوارزم کرد ولی در نزدیکی خوارزم سپاه تکش به آن‌ها حمله کرد و توانست سپاه مویدآی ابه را درهم بشکند و همچنین مویدآی ابه را دستگیر کند و بکشد ولی سلطانشاه و ترکان خاتون به دهستان گریختند. تکش نیز در پشت سر آن‌ها به دهستان آمد و توانست ترکان خاتون را بگیرد و بکشد اما سلطانشاه به پیش طغانشاه پناه برد و تکش نیز به خوارزم بازگشت. سلطانشاه سپس توانست وارد دربار غیاث الدین ابوالفتح محمدبن سام غوری شود. تکش پس از فتوحاتی که داشت همواره از پرداخت خراجی به قراختائیان خشمگین بود زیرا آنان هنگام دریافت خراجی بد رفتاری می‌کردند؛ سپس با عدم پرداخت خراجی سالیانه خوارزمشاهیان، جنگ بین این دو ایجاد شد. سلطانشاه پس از دریافت این خبر بسیار شاد شد و به دعوت قراختائیان به کمک آن‌ها رفت ولی بدون نتیجه از لشکرکشی به خوارزم، به خراسان حمله کرد و پس از مدتی او بخش اعظمی از خراسان را به تصرف خود دراورد. تکش با یکی از لشکرکشی‌های خود توانست نیشابور را بگیرد و آن جا را به فرمانروایی پسرش ناصر الدین ملک شاه دراورد. سلطانشاه پس از شنیدن رفتن تکش، به نیشابور حمله برد و برادرزاده اش را گرفت ولی پس از شنیدن خبر بازگشت تکش از آنجا گریخت. سپس تا مدتی بین دو برادر صلح برقرار شد. پس از مدتی تکش خود را سلطان نامید. سلطانشاه چند باری برای باز پس گرفتن قدرت به خوارزم حمله کرد ولی هر بار از تکش شکست خورد. سرانجام زمانی که تکش برای یک حمله از خوارزم بیرون رفت، سلطانشاه به خوارزم حمله کرد ولی مردم او را به درون شهر راه ندادند؛ تکش نیز پس از شنیدن این خبر، به سرعت به خوارزم بازگشت. سلطانشاه نیز به مرو گریخت و سرانجام در همان جا از دنیا رفت. تکش هم پس از مرگ سلطانشاه سرزمین‌هایی را که او فتح کرده بود، به خوارزم اضافه کرد.